# Lessard-en-Bresse
Lessard-en-Bresse település Franciaországban, Saône-et-Loire megyében. Lakosainak száma 562 fő (2022. január 1.). Lessard-en-Bresse L’Abergement-Sainte-Colombe, Thurey, Tronchy és Vérissey községekkel határos.

## Népesség
A település népességének változása:
| Lakosok száma | 570  | 557  | 564  | 542  | 539  | 539  | 547  | 554  | 562  |
|               | 2013 | 2015 | 2016 | 2017 | 2018 | 2019 | 2020 | 2021 | 2022 |